# Aeroportul Wittenoom
Aeroportul Wittenoom (IATA: WIT, ICAO: YWIT) este un aeroport din Australia de Vest, Australia ce deservește zona Wittenoom⁠(d).
Situat la o altitudine de 441 m, aeroportul dispune de o singură pistă.